# Daniel Bonara Cup
La Daniel Bonara Cup è stata una competizione automobilistica svolta nell'autodromo di Franciacorta, riservata a veicoli alimentati tramite fonti di energia alternativa e inserita fino al 2010 nel programma del Campionato del mondo FIA energie alternative.

## Albo d'oro recente
| Edizione | Vincitore         |
| -------- | ----------------- |
| 2010     | Vincenzo Di Bella |